# Семен-Єгор-Йоль
Семе́н-Єго́р-Йоль або Нижній Семе́н-Єго́р-Йоль або Нижній Семе́н-Єго́р-Єль (рос. Семен-Егор-Ёль, Нижний Семен-Егор-Ёль, Нижний Семен-Егор-Ель) — річка в Республіці Комі, Росія, права притока річки Когель, правої притоки річки Ілич, правої притоки річки Печора. Протікає територією Вуктильського міського округу та Троїцько-Печорського району.
Річка протікає на південний схід та схід. Перші 0,5 км течії знаходяться на території Вуктильського міського округу.